# Le onde dell'amore
Le onde dell'amore (in polacco Pod wiatr) è un film del 2022 diretto da Kristoffer Rus.

## Trama
Ania, una ragazza privilegiata ed appassionata di kitesurf, si gode le onde e il sole mentre vive il suo primo amore con il suo istruttore.

## Distribuzione
Il film è stato distribuito sulla piattaforma Netflix a partire dal 10 febbraio 2022.